# Xanthostemon youngii
Xanthostemon youngii là một loài thực vật có hoa trong Họ Đào kim nương. Loài này được C.T.White & W.D.Francis miêu tả khoa học đầu tiên năm 1925.